# Shelly Stokes
Pour les articles homonymes, voir Stokes.
Shelly Stokes, née le 26 octobre 1967, est une joueuse de softball américaine. Receveuse, elle devient championne olympique avec l'équipe américaine lors des Jeux d'Atlanta de 1996.

## Biographie
Étudiante à l'université d'État de Californie à Fresno de 1987 à 1990, Shelly Stokes guide son équipe à quatre participations au championnat du monde universitaire de softball,. Receveuse, elle fait ses débuts avec l'équipe américaine aux Jeux panaméricains 1995 où elle remporte son premier titre international et frappe avec une moyenne au bâton de 30,8 %. Sélectionnée pour les Jeux olympiques d'Atlanta de 1996, elle ne fait aucune erreur défensive, frappe un coup sûr et marque un point dans le tournoi olympique. Stokes devient champion olympique.

## Palmarès
- Médaille d'or aux Jeux olympiques d'été de 1996 à Atlanta, États-Unis[3].
- Médaille d'or au championnat du monde de softball 1998 à Fujinomiya, Japon[4].
- Médaille d'or aux Jeux panaméricains 1995 à La Havane, Cuba[5].
- Médaille d'or aux Jeux panaméricains 1999 à Winnipeg, Canada[6].